# 환경재단
환경재단(Korea Green Foundation)은 대한민국의 2002년 11월 28일에 설립된 공익을 추구하는 환경 단체이다. 환경과 생명을 지키고 지속가능한 사회를 만들기 위해 다양한 교육과 문화 사업을 펼치고 있다. 예) 어린이기후변화탐사대